# Bob Orton, Sr.
Robert Keith Orton Sr. (21 tháng 7 năm 1929 - ngày 16 tháng 7 năm 2006) là một đô vật chuyên nghiệp người Mỹ.
Là tộc trưởng của gia tộc vật chuyên nghiệp Orton, hai con trai ông (Barry Orton và Bob Orton Jr.) với cháu trai (Randy Orton) đều trở thành đô vật chuyên nghiệp. Để phân biệt ông với con trai, người ta thường gọi ông là Bob Orton Sr.. Bob Orton Sr. còn được gọi với biệt danh "The Big O".

## Sự nghiệp đấu vật chuyên nghiệp

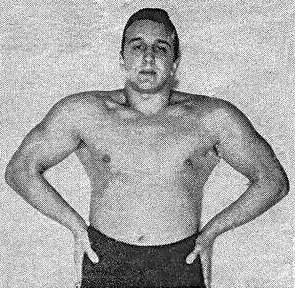
Orton vào tháng 12 năm 1952

Orton là người từng hai lần giành được hai phiên bản khác nhau Florida của đai NWA World Tag Team Championship với đồng đội cộng sự Eddie Graham vào năm 1966. Ông cũng đổi mới phả hệ khi giành được một số danh hiệu khác trong National Wrestling Alliance (NWA), bao gồm Florida và Georgia trong khi còn làm việc với NWA (với Bob Orton Jr.) của NWA Souther Heavyweight Championship cũng như Giải vô địch Florida và Giải vô địch hạng nặng NWA Hoa Kỳ tại đấu vật Trung Kỳ. Ông từng tham gia AWA, nơi ông cũng có một số danh hiệu lớn. Năm 1961, ông thi đấu cho NWA Capitol (nay là WWE), hợp tác với "The Natural Boy" Buddy Rogers.
Orton cuối cùng rời NWA Capitol, bằng cách ở các vùng lãnh thổ NWA khác. Năm 1968, ông trở lại NWA Capitol lúc này đã đổi tên thành World Wide Wrestling Federation (WWWF) giờ sử dụng cái tên trên võ đài mới Rocky Fitzpatrick. Vào tháng 9 năm 1968, với tư cách là "Cowboy" Rocky Fitzpatrick, ông là người thách đấu số một với Nhà vô địch hạng nặng thế giới WWWF Bruno Sammartino và đã thua tại Madison Square Garden. Ông tiếp tục đấu với Bruno ở các thành phố phía đông bắc khác. Mùa hè năm 1969, ông thi đấu cho Ohio Sport Classics Promotion. Ông nghỉ hưu vào tháng 7 năm 2000 và sống những năm cuối đời ở Las Vegas, Nevada.

## Cuộc sống cá nhân
Orton kết hôn với Rita vào ngày 22 tháng 1 năm 1950. Họ có ba người con Bob Orton Jr., Barry Orton và Rhonda Orton. Con trai của Bob Jr., Randy Orton cũng là một đô vật chuyên nghiệp . Orton và André the Giant là những người bạn tốt.

## Qua đời
Orton qua đời tại Las Vegas, Nevada vào ngày 16 tháng 7 năm 2006 ở tuổi 76 vì đau tim. Ông được hỏa táng và tro cốt nằm rải rác trên núi Charleston vào tháng 4 năm 2007.

## Giải vô địch và thành tích
- American Wrestling Association 
  - AWA Midwest Heavyweight Championship (2 lần)
  - AWA Midwest Tag Team Championship (3 lần) - với Mike DiBiase (1) và Maurice Vachon (2)
  - Nebraska Heavyweight Championship (1 lần)
- Central States Wrestling
  - NWA Central States Heavyweight Championship (2 lần)
  - NWA North American Tag Team Championship (1 lần) - với Buddy Austin [3][4]
  - NWA United States Heavyweight Championship (1 lần)
- Championship Wrestling from Florida 
  - NWA Florida Tag Team Championship (3 lần) - với Dennis Hall (1), Hiro Matsuda (2), Bob Orton Jr. (3)
  - NWA Southern Heavyweight Championship (6 lần)
  - NWA World Tag Team Championship (2 lần) - với Eddie Graham
- Mid- South Sports
  - NWA Southern Heavyweight Championship (1 lần)
- NWA Big Time Wrestling
  - NWA Texas Tag Team Championship (1 lần) - với Lord Alfred Hayes
- NWA Western States Sports
  - NWA South Heavyweight Championship (1 lần)
- St. Louis Wrestling Club 
  - NWA Missouri Heavyweight Championship (1 lần)
- Worldwide Wrestling Associates
  - Giải vô địch đồng đội quốc tế WWA (2 lần) - với Wild Red Berry